# Procecidocharoides flavissima
Procecidocharoides flavissima är en tvåvingeart som beskrevs av Foote 1960. Procecidocharoides flavissima ingår i släktet Procecidocharoides och familjen borrflugor. Inga underarter finns listade i Catalogue of Life.